# Marianne Buggenhagen
Marianne Buggenhagen (Ueckermünde, 26 maggio 1953) è un'ex atleta paralimpica tedesca, che ha gareggiato nelle gare di lanci della categoria F55.

## Biografia
Buggenhagen ha debuttato alle Paralimpiadi a Barcellona 1992 dove ha vinto ben quattro medaglie d'oro nel pentathlon, nel getto del peso, nel lancio del disco e nel lancio del giavellotto. Ad Atlanta 1996, ha vinto due medaglie d'oro nel getto del peso e nel lancio del disco, e una medaglia di bronzo nel lancio del giavellotto. A Sydney 2000 conquista l'oro nel getto del peso mentre ad Atene 2004 vince l'oro nel getto del peso e l'argento nel lancio del disco. A Pechino 2008 vince l'oro nel lancio del disco e il bronzo nel getto del peso. Vince altri due argenti paralimpici nel getto del peso a Londra 2012 e Rio 2016.
In carriera, Buggenhagen ha vinto molte medaglie anche ai Mondiali paralimpici e agli Europei paralimpici. Ha, inoltre, conquistato più di 140 titoli nazionali.

## Palmarès
| Anno | Manifestazione       | Sede           | Evento                             | Risultato | Prestazione | Note |
| ---- | -------------------- | -------------- | ---------------------------------- | --------- | ----------- | ---- |
| 1992 | Giochi paralimpici   | Barcellona     | Getto del peso THW5                | Oro       | 8,20 m      |      |
| 1992 | Giochi paralimpici   | Barcellona     | Lancio del disco THW5              | Oro       | 24,38 m     |      |
| 1992 | Giochi paralimpici   | Barcellona     | Lancio del giavellotto THW5        | Oro       | 19,58 m     |      |
| 1992 | Giochi paralimpici   | Barcellona     | Pentathlon PW3-4                   | Oro       | 5 697 p.    |      |
| 1994 | Mondiali paralimpici | Berlino        | Getto del peso                     | Oro       |             |      |
| 1994 | Mondiali paralimpici | Berlino        | Lancio del disco                   | Oro       |             |      |
| 1994 | Mondiali paralimpici | Berlino        | Lancio del giavellotto             | Oro       |             |      |
| 1994 | Mondiali paralimpici | Berlino        | Pentathlon                         | Oro       |             |      |
| 1996 | Giochi paralimpici   | Atlanta        | Getto del peso F53-54              | Oro       | 8,39 m      |      |
| 1996 | Giochi paralimpici   | Atlanta        | Lancio del disco F53-54            | Oro       | 23,76 m     |      |
| 1996 | Giochi paralimpici   | Atlanta        | Lancio del giavellotto F53-54      | Bronzo    | 18,04 m     |      |
| 1998 | Mondiali paralimpici | Birmingham     | Getto del peso                     | Oro       |             |      |
| 1998 | Mondiali paralimpici | Birmingham     | Lancio del disco                   | Oro       |             |      |
| 1998 | Mondiali paralimpici | Birmingham     | Lancio del giavellotto             | Argento   |             |      |
| 2000 | Giochi paralimpici   | Sydney         | Getto del peso F55                 | Oro       | 8,96 m      |      |
| 2002 | Mondiali paralimpici | Lilla          | Getto del peso                     | Oro       |             |      |
| 2002 | Mondiali paralimpici | Lilla          | Lancio del disco                   | Argento   |             |      |
| 2002 | Mondiali paralimpici | Lilla          | Lancio del giavellotto             | Bronzo    |             |      |
| 2003 | Europei paralimpici  | Assen          | Getto del peso F55                 | Oro       | 8,76 m      |      |
| 2003 | Europei paralimpici  | Assen          | Lancio del disco F55-58            | Argento   | 26,02 m     |      |
| 2003 | Europei paralimpici  | Assen          | Lancio del giavellotto F52-57      | Bronzo    | 19,07 m     |      |
| 2004 | Giochi paralimpici   | Atene          | Getto del peso F54/55              | Oro       | 9,06 m      |      |
| 2004 | Giochi paralimpici   | Atene          | Lancio del disco F54/55            | Argento   | 27,57 m     |      |
| 2005 | Europei paralimpici  | Espoo          | Getto del peso F32/F34 - F51/F58   | Argento   | 8,75 m      |      |
| 2005 | Europei paralimpici  | Espoo          | Lancio del disco F32/F34 - F51/F58 | Bronzo    | 26,32 m     |      |
| 2006 | Mondiali paralimpici | Assen          | Getto del peso                     | Argento   |             |      |
| 2006 | Mondiali paralimpici | Assen          | Lancio del disco                   | Oro       |             |      |
| 2006 | Mondiali paralimpici | Assen          | Lancio del giavellotto             | Bronzo    |             |      |
| 2008 | Giochi paralimpici   | Pechino        | Getto del peso F54-56              | Bronzo    | 8,54 m      |      |
| 2008 | Giochi paralimpici   | Pechino        | Lancio del disco F54-56            | Oro       | 27,80 m     |      |
| 2011 | Mondiali paralimpici | Christchurch   | Getto del peso F54-56              | Oro       | 8,48 m      |      |
| 2011 | Mondiali paralimpici | Christchurch   | Lancio del disco F54-56            | Oro       | 26,75 m     |      |
| 2012 | Europei paralimpici  | Stadskanaal    | Getto del peso F54-56              | Oro       | 8,22 m      |      |
| 2012 | Giochi paralimpici   | Londra         | Getto del peso F54-56              | Bronzo    | 8,32 m      |      |
| 2013 | Mondiali paralimpici | Lione          | Getto del peso F55-57              | Bronzo    | 7,70 m      |      |
| 2013 | Mondiali paralimpici | Lione          | Lancio del disco F54-56            | Oro       | 27,04 m     |      |
| 2014 | Europei paralimpici  | Swansea        | Getto del peso F53-55              | Bronzo    | 7,28 m      |      |
| 2014 | Europei paralimpici  | Swansea        | Lancio del disco F55               | Oro       | 24,62 m     |      |
| 2014 | Europei paralimpici  | Swansea        | Lancio del giavellotto F56         | Oro       | 16,35 m     |      |
| 2015 | Mondiali paralimpici | Doha           | Getto del peso                     | Oro       |             |      |
| 2015 | Mondiali paralimpici | Doha           | Lancio del disco                   | Oro       |             |      |
| 2016 | Europei paralimpici  | Grosseto       | Getto del peso F53-55              | Argento   | 7,45 m      |      |
| 2016 | Europei paralimpici  | Grosseto       | Lancio del disco F55               | Oro       | 24,57 m     |      |
| 2016 | Giochi paralimpici   | Rio de Janeiro | Getto del peso F54-56              | Argento   | 24,56 m     |      |